# Franco Forini
Franco Forini (1958. szeptember 22.) svájci autóversenyző, az 1985-ös olasz Formula–3-as bajnokság győztese.

## Pályafutása
Pályafutása nagy részét különböző Formula–3-as sorozatokban töltötte. 1983-ban harmadik, 1985-ben pedig első lett az olasz bajnokságban.
1987-ben három világbajnoki Formula–1-es futamon vett részt az Osella-istállóval. Az olasz, valamint a portugál futamokon technikai problémák miatt nem ért célba, a spanyol nagydíjon pedig nem jutott túl a kvalifikáción, így ott nem állhatott rajthoz.

## Eredményei

### Teljes Formula–1-es eredménysorozata
(Táblázat értelmezése)

(Félkövér: pole-pozícióból indult; dőlt: leggyorsabb kört futott) 

| Év   | Csapat               | Modell      | Motor         | 1   | 2   | 3   | 4   | 5   | 6   | 7   | 8   | 9   | 10  | 11     | 12     | 13     | 14  | 15  | 16  | Helyezés | Pont |
| ---- | -------------------- | ----------- | ------------- | --- | --- | --- | --- | --- | --- | --- | --- | --- | --- | ------ | ------ | ------ | --- | --- | --- | -------- | ---- |
| 1987 | Osella Squadra Corse | Osella FA1I | Alfa Romeo V8 | BRA | SMR | BEL | MON | DET | FRA | GBR | GER | HUN | AUT | ITA Ki | POR Ki | ESP Nk | MEX | JPN | AUS | -        | 0    |

## Külső hivatkozások
- Profilja az f1rejects.com honlapon Archiválva 2010. december 27-i dátummal a Wayback Machine-ben (angolul)
- Profilja a driverdatabase.com honlapon (angolul)
- Profilja a statsf1.com honlapon (angolul)